# Kondorosi Ádám
Kondorosi Ádám (Budapest, 1946. július 29. – Szeged, 2011. január 21.) Széchenyi-díjas magyar biológus, mikrobiológus, genetikus, a Magyar Tudományos Akadémia rendes tagja. A mikrobiális genetika, valamint a növényi molekuláris és sejtbiológia neves kutatója. Munkatársaival sikerült elsőként a Rhizobium baktérium kromoszómájának genetikai térképét megszerkesztenie. 1989-ben a franciaországi Gif-sur-Yvette-i CNRS Növénytani Intézete igazgatójává nevezték ki. Johan Béla orvos, mikrobiológus, akadémikus unokája.

## Életpályája
1964-ben érettségizett, majd felvették az Eötvös Loránd Tudományegyetem Természettudományi Kar biológus szakára, ahol 1969-ben szerzett biológus diplomát.
Diplomájának megszerzése után az MTA Szegedi Biológiai Központjához (SZBK) került, ahol a Genetikai Intézet munkatársa lett. 1976-ban az intézet nitrogénkötési csoportjának vezetőjévé nevezték ki, majd 1980-ban tudományos főmunkatársi beosztásba került. 1984-ben kinevezték a Genetikai Intézet helyettes igazgatói pozíciójára, amelyet 1988-ig viselt. Ekkor tudományos tanácsadói megbízást kapott. 1989-ben – meghívás útján – a franciaországi Gif-sur-Yvette-ben található Nemzeti Tudományos Központ (Centre national de la recherche scientifique, CNRS) Növénytani Intézete (Institut des Sciences Végétales) igazgatója lett, egyben az itt működő francia-magyar közös laboratórium vezetőjeként is tevékenykedik. 1989-ben a Gödöllői Agrártudományi Egyetemen (ma: Szent István Egyetem) címzetes egyetemi tanárrá nevezték ki a mikrobiológia tanszékre.
1978-ban védte meg a biológiai tudományok kandidátusi, 1986-ban akadémiai doktori értekezését. Az MTA Genetikai, valamint Biokémiai és Molekuláris Biológiai Bizottságának lett tagja, valamint a Szegedi Akadémiai Bizottság munkájában is részt vesz. 1990-ben megválasztották a Magyar Tudományos Akadémia levelező, 1998-ban pedig rendes tagjává. 1991-ben a londoni Európai Akadémia (Academia Europaea) is felvette tagjai sorába.
Számos tudományos társaság tevékenységében is közreműködik: 1991-ben bekerült az Európai Molekurális Biológiai Központ (European Molecular Biology Organization, EMBO) választmányába. 1981 és 1993 között a Magyar Mikrobiológiai Társaság, illetve 1986 és 1989 között a Magyar Biokémiai Egyesület elnökségi tagja volt. Később a Magyar Genetikusok Egyesülete vezetőségi tagja is lett. A Plant Molecular Biology, a Molecular and General Genetics és a Molecular Plant-Microbe Interactions című tudományos szakfolyóiratok szerkesztőbizottságaiba is bekerült.

## Munkássága
Kutatásai a növényi molekuláris biológia, valamint a növénygenetika terén jelentős. A Rhizobium nevű baktérium kromoszómájának genetikai térképének megszerkesztése fűződik Kondorosi és munkatársai nevéhez. Emellett génizolációs munkássága jelentős: sikerült a nitrogénkötéssel kapcsolatos gének izolációja, valamint a szimbiotikus nitrogénkötés génalapjának feltárása és feltérképezése.
Újabb kutatásai, amelyeket a 2000-es évek elején kezdett el végezni, a szimbiózisok során kialakuló gyökérgümő és a növénypartner felépítését, kontrollját és kialakulását vizsgálják.

## Családja
Anyai nagyapja Johan Béla orvos, mikrobiológus, immunológus, a Magyar Tudományos Akadémia tagja. Felesége Kondorosi Éva növénybiológus, a biológiai tudományok doktora, akivel közösen kutatott Franciaországban, ő is az Akadémia levelező tagja lett.

## Díjai, elismerései
- Akadémiai Díj (1985)
- Max-Planck-díj (1992)
- Széchenyi-díj (1994) – A biológiai nitrogénkötés molekuláris szintű vizsgálatában elért kiemelkedő eredményeiért.
- C. Finlay-díj (1999, UNESCO)

## Főbb publikációi
Több mint százhúsz többnyelvű tudományos közleménye, valamint hét angol nyelvű monográfiája jelent meg.
- Circular Lingage Map of Rhizobium meliloti Chromosome (társszerző, Nature, 1977)
- Organization, Structure and Symbiotic Function of Rhizobium meliloti Modulation Genes Determing Host-Specifity for Alfalfa (társszerző, Cell, 1986)
- Jelmolekulák szerepe a Rhizobium-növény szimbiózis kialakulásában (akadémiai székfoglaló, 1991)
- A szimbiózis molekuláris alapjai (akadémiai székfoglaló, 2000)

## További irodalom
- Czeizel Endre írása az Élet és Irodalomban a többek között az ún. „Kondorosi-modellről”
- Raskó István cikke a Magyar Tudományban az MTA SZBK-ról[halott link]